# Der Kommissar
| Оценки критиков | Оценки критиков |
| Источник        | Оценка          |
| --------------- | --------------- |
| AllMusic        | Без рейтинга    |

«Der Kommissar» («Комиссар») — песня австрийского певца и музыканта Фалько. Была издана отдельным синглом в 1981 году, потом вошла в его первый альбом Einzelhaft (1982).
В США песню достаточно неплохо крутили на радио, но по-настоящему знаменитым в этой стране Фалько станет лишь четырьмя годами позже с песней «Rock Me Amadeus».
В 1982 году свою версию песни выпустила британская рок-группа After the Fire (с английским текстом, написанным её участником Энди Пирси). Их версия была особо популярной в США, где достигла 5 места в хит-параде Billboard Hot 100.
На тот момент, когда группа After the Fire выпустила сингл «Der Komissar», она уже объявила о своём предстоящем распаде. Данный сингл должен быть стать её последним. Для этой группы, на которую никогда раньше в США не обращали внимания, песня стала очень большим хитом абсолютно неожиданно. Стюарт Мейсон с музыкального сайта AllMusic теперь называет её «одним из определяющих хитов раннего периода [телеканала] MTV».